# Stylogyne lhotzkyana
Stylogyne lhotzkyana är en viveväxtart som först beskrevs av A. Dc., och fick sitt nu gällande namn av Carl Christian Mez. Stylogyne lhotzkyana ingår i släktet Stylogyne och familjen viveväxter. Inga underarter finns listade i Catalogue of Life.